# الجيش الإمبراطوري الياباني

علم الجيش الإمبراطوري الياباني

الجيش الإمبراطوري الياباني (باليابانية: 大日本帝國陸軍 داي نيبون تيكوكو ريكوغون) والترجمة الحرفية لها «جيش الإمبراطورية اليابانية العظمى» كان الجيش البري المعتمد سابقًا في اليابان الإمبراطورية بين عامي 1867 و1945، وكان يتبع لمكتب القيادة العامة للجيش الإمبراطوري ووزير الحرب والذين يتبعان للإمبراطور كآمر أعلى للقوات البرية والبحرية.

## الأصول
في منتصف القرن التاسع عشر، لم يكن لليابان جيش وطني موحد، وانقسمت البلاد إلى نطاقات إقطاعية (هان) تحت سيطرة شوغونية توكوغاوا (باكوفو)، التي حكمت اليابان منذ 1603. كان جيش باكوفو الذي شكّل قوة كبيرة مجرّد جيش واحد من ضمن جيوش أخرى، واعتمدت مآرب باكوفو الرامية إلى السيطرة على الأمة اليابانية على تعاون جيوش تابعيه. أدى افتتاح البلاد بعد قرنين من العزلة إلى استعراش مييجي وحرب بوشين في 1868. سيطر نطاقا ساتسوما وتشوشو على التحالف ضد الشوغونية.

### حرب بوشين
في 27 يناير 1868، وصلت التوترات بين الجانبين الشوغوني والإمبراطوري إلى ذروتها عندما سار توكوغاوا يوشينوبو إلى كيوتو، مصحوبًا بقوة قوامها 15,000 شخص، تدرب بعضهم على يد مستشارين عسكريين فرنسيين. وكان في مواجهتهم 5000 جندي من نطاقات ساتسوما وتشوشو وتوسا. وعند تقاطع طريقى توبا وفوشيمي جنوب كيوتو مباشرة اشتبكت القوتان. في اليوم الثاني، أعطيت راية إمبراطورية للقوات المدافعة عن حقوق الإمبراطور، وعُين أحد أقارب الإمبراطور، اسمه نيناجينوميا يوشياكي، قائدًا عاما اسميًا، ما جعل القوات الموالية للإمبراطورية جيشًا إمبراطوريًا رسميًا. وفي النهاية، تراجعت قوات بافوكو إلى أوساكا، وأمرت القوات المتبقية بالتراجع إلى إدو. غادر يوشينوبو وأقرب مستشاريه إلى إدو على متن سفينة. شكّل التصادم في توبا فوشيمي بين القوات الإمبراطورية والشوغونية بداية الصراع. ومع وجود البلاط في كيوتو خلف تحالف ساتسوما وتشوشو وتوسا، تقدمت نطاقات متعاطفة مع القضية - مثل توتوري (إينابا) وأكي (هيروشيما) وهيزن (ساغا)- لتأخذ دورًا أكثر نشاطًا في العمليات العسكرية. وسرعان ما أعلنت النطاقات الغربية التي دعمت الشوغونية أو بقيت محايدة دعمها لحركة الاستعراش.
احتاجت ولاية مييجي الناشئة قيادة عسكرية جديدة لعملياتها ضد الشوغونية. في عام 1868، كان «الجيش الإمبراطوري» مجرد مزيج من جيوش النطاقات، وأنشأت الحكومة أربع فرق عسكرية: توكايدو، توساندو، سان إندو، هوكوريكودو، سُميت تبعًا للطرق السريعة الرئيسة. أشرفت على هذه الجيوش الأربعة قيادة عليا جديدة، القيادة العليا للحملة الشرقية، التي رأسها الأمير أريسوغاوا نو ميا، مع اثنين من نبلاء البلاط بصفتهما ضابطي أركان كبيرين. ربط هذا الأمر بين تجمع جيوش النطاقات والبلاط الإمبراطوري، الذي كان المؤسسة الوطنية الوحيدة في دولة قومية على طريق التشكل. أكد الجيش باستمرار على صلته بالبلاط الإمبراطوري: أولًا، بهدف إضفاء الشرعية على قضيته؛ ثانيًا، بغية وصف أعداء الحكومة الإمبراطورية بأنهم أعداء للبلاط وخونة. وأخيرًا، لكسب التأييد الشعبي. ولتوفير إمدادات الغذاء والأسلحة وغيرها من الإمدادات للحملة، أنشأت الحكومة الإمبراطورية محطات ترحيل لوجستية على طول ثلاثة طرق سريعة رئيسة. حَوَت هذه المستودعات الصغيرة مواد مخزونة مقدمة من النطاقات المحلية الموالية للحكومة، أو مُصادرة من البافوكو وغيرهم من معارضي الحكومة الإمبراطورية. وعمل القرويون المحليون بشكل روتيني بصفة حمالين لنقل وتسليم الإمدادات بين المستودعات ووحدات الجبهة الأمامية.

### عقبات في طريق تشكيل الجيش الموحد
قاتل الجيش الجديد بدايةً في إطار ترتيبات مؤقتة، بوجود قنوات قيادة وسيطرة غير واضحة وعدم وجود قاعدة تجنيد موثوقة. ورغم القتال من أجل القضية الإمبراطورية، كانت الكثير من الوحدات موالية لنطاقاتها لا للبلاط الإمبراطوري. في مارس 1869، أنشأت الحكومة الإمبراطورية مكاتب إدارية متنوعة، ضمت فرعًا عسكريًا؛ وفي الشهر التالي نظمت حرسًا شخصيًا إمبراطوريًا مكونًا من 400 إلى 500 شخص، من قوات ساتسوما وتشوشو مدعومة بوجود المحاربين القدامي الذين شاركوا في اشتباك في توبا فوشيمي، بالإضافة إلى اليومان والرونين (الساموراي الذي فقد سيده) من مختلف النطاقات. طلب البلاط الإمبراطوري من النطاقات تقييد حجم جيوشها المحلية والمساهمة في تمويل مدرسة تدريب الضباط الوطنية في كيوتو. في غضون بضعة أشهر، حلت الحكومة الفرع العسكري والحرس الإمبراطوري: الأول لم يكن نافعًا وافتقر الأخير إلى الأسلحة والمعدات الحديثة. أنشئت منظمتان جديدتان بديلتان، هما مديرية الشؤون العسكرية التي تألفت من مكتب للجيش وآخر للبحرية. جنّدت المديرية جيشًا من مساهمات القوات من كل نطاق بما يتناسب مع الإنتاج السنوي للأرز في كل نطاق (مقدرًا بالكوكو). ضم هذا الجيش الساموراي والعوام من مختلف النطاقات في صفوفه. ومع استمرار الحرب، توقعت مديرية الشؤون العسكرية أن تجمع قوات من المناطق الأكثر ثراء، وفي يونيو، ثبت هيكل الجيش، وكان مطلوبًا من كل نطاق إرسال عشرة رجال مقابل كل 10,000 كوكو من الأرز المنتج. ولكن هذه السياسة وضعت الحكومة الإمبراطورية في منافسة مباشرة مع النطاقات في موضوع التجنيد العسكري، وهو ما لم يُسوّى حتى أبريل 1868، عندما منعت الحكومة النطاقات من تجنيد القوات. وبذلك فإن نظام الحصص لم يعمل على النحو المنشود وألغي في العام التالي.
واجهت القوات الإمبراطورية الكثير من الصعوبات خلال الحرب، وخاصة خلال الحملة في شرق اليابان. غالبًا ما اقترح المقر في كيوتو البعيدة خططًا تتعارض مع الظروف المحلية، ما أدى إلى توترات مع الضباط في الميدان، الذين تجاهلوا في كثير من الحالات التوجه المركزي لصالح العمل أحادي الجانب. وافتقر الجيش إلى هيئة أركان مركزية قوية قادرة على تنفيذ الأوامر. وبالتالي، كانت الوحدات العسكرية تحت رحمة القادة وتوجيهاتهم. وساء الوضع بغياب عقيدة تكتيكية موحدة، فتركت الوحدات للقتال وفقًا للتكتيكات التي يفضلها قادتها. زاد استياء الكثير من القادة ذوي الرتب الدنيا واحتكر النبلاء مناصب الجيش العليا مع الساموراي من تشوشو وساتسوما. وسبّب استخدام عامة الناس في الجيش الجديد استياء فئة الساموراي. حققت حكومة مييجي الناشئة نجاحًا عسكريًا، إلا أنها خلّفت محاربين ساخطين وعوام مهمشين، ونسيجًا اجتماعيًا ممزقًا.
بعد هزيمة شوغونية توكوغاوا والعمليات في شمال شرق هونشو وهوكايدو لم ينشأ جيش وطني حقيقي. اعترف الكثيرون في ائتلاف الاستعراش بالحاجة إلى سلطة مركزية قوية، ورغم انتصار الجانب الإمبراطوري، ظلت حكومة مييجي المبكرة ضعيفة وكان على القادة الحفاظ على أوضاعهم مع النطاقات التي كانت قواتها العسكرية ضرورية لأي هدف تريد الحكومة تحقيقه. اختلف قادة الاستعراش حول التنظيم المستقبلي للجيش. دعا أومورا ماسوجيرو الذي سعى إلى تشكيل حكومة مركزية قوية على حساب النطاقات إلى إنشاء جيش وطني دائم على طول الخطوط الأوروبية تحت سيطرة الحكومة، وإدخال التجنيد العام وإلغاء فئة الساموراي. وفضل أوكوبو توشيميتشي قوة متطوعة صغيرة تتكون من الساموراي السابقين. أدت آراء أومورا المتعلقة بتحديث الجيش الياباني إلى اغتياله في عام 1869 ونُفذت أفكاره إلى حد كبير على يد ياماغاتا أريتومو بعد وفاته. قاد ياماغاتا وحدات مختلطة من العوام وساموراي تشوشو خلال حرب بوشين وكان مقتنعًا بجدارة الجنود الفلاحين. ورغم أنه من فئة الساموراي، وإن كان من طبقة دُنيا، لم يثق ياماغاتا بفئة المحاربين، واعتبر الكثيرين منهم خطرًا واضحًا على دولة مييجي.